# Клюква (село)
Клюква — село в Курском районе Курской области России.  Входит в состав сельского поселения Клюквинский сельсовет.

## География
Находится в центре региона, в южной части района, при реке Сейм. К селу примыкает с запада деревня Звягинцево.
Климат
Клюква, как и весь район, расположена в поясе умеренно континентального климата с тёплым летом и относительно тёплой зимой (Dfb в классификации Кёппена).
| Показатель                                                                      | Янв. | Фев. | Март | Апр. | Май  | Июнь | Июль | Авг. | Сен. | Окт. | Нояб. | Дек. | Год  |
| ------------------------------------------------------------------------------- | ---- | ---- | ---- | ---- | ---- | ---- | ---- | ---- | ---- | ---- | ----- | ---- | ---- |
| Средний суточный максимум, °C                                                   | −4,2 | −3,3 | 2,6  | 13   | 19,4 | 22,7 | 25,4 | 24,7 | 18,2 | 10,5 | 3,2   | −1,3 | 10,9 |
| Средняя температура, °C                                                         | −6,3 | −5,9 | −1   | 8,1  | 14,7 | 18,3 | 21   | 20   | 14   | 7,2  | 1     | −3,2 | 7,3  |
| Средний суточный минимум, °C                                                    | −8,9 | −9   | −5,2 | 2,6  | 8,9  | 12,9 | 15,8 | 14,8 | 9,6  | 3,9  | −1,3  | −5,4 | 3,2  |
| Норма осадков, мм                                                               | 51   | 44   | 47   | 50   | 60   | 68   | 70   | 55   | 59   | 59   | 46    | 48   | 657  |
| Источник: Погода по месяцам c ru.climate-data.org(дата обращения: Февраль 2022) |      |      |      |      |      |      |      |      |      |      |       |      |      |

Часовой пояс
Село Клюква, как и вся Курская область, находится в часовой зоне МСК (московское время). Смещение применяемого времени относительно UTC составляет +3:00.

## История
В 1966 году Указом Президиума ВС РСФСР село Рышково переименовано в Клюква.
Прежний административный центр Клюквинского сельсовета.

## Население
| 2002 | 2010 |
| ---- | ---- |
| 1175 | ↘614 |

## Инфраструктура
Личное подсобное хозяйство. Клюквинский Сельский Дом Культуры. Рышковская СОШ. СНТ Звездочка. В селе 233 дома.

## Транспорт
Клюква находится в 1 км от автодороги федерального значения Р298 (Курск — Воронеж — автомобильная дорога Р22 «Каспий»; часть европейского маршрута E 38), на автодорогe межмуниципального значения 38Н-278 (Р-298 — Клюква — Якунино с подъездом к водозабору), в 4 км от ближайшей ж/д станции Конарёво (линия Клюква — Белгород). Остановка общественного транспорта. На август 2020 года действует автобусный маршрут 455.
В 118 км от аэропорта имени В. Г. Шухова (недалеко от Белгорода).